# Louis-Constant Henriod
Louis-Constant Henriod (* 30. April 1814 in La Chaux-de-Fonds; † 5. September 1874 in Colombier) war ein Schweizer evangelischer Geistlicher.

## Leben

### Familie
Louis-Constant Henriod war der Sohn des gleichnamigen Pfarrers Louis-Constant Henriod (* 28. November 1789; † 13. März 1834 in Saint-Blaise) und dessen Ehefrau Mélanie (geb. Brandt) (* 1791; † 1852).
Er war verheiratet mit Rose-Albertine (* 27. Oktober 1823 in Colombier; † 6. März 1898), Tochter des Pfarrers Bernard de Gélieu (1798–1879); gemeinsam hatten sie acht Kinder.
Sein Schwager war der General Bernard de Gélieu, der sich 1856 in preussischer Armeeuniform an den Kämpfen in Neuenburg beteiligte, deren Ausgang zum Neuenburgerhandel führte.

### Werdegang
Louis-Constant Henriod immatrikulierte sich an der Akademie Neuenburg (heute Universität Neuenburg) und trat der Studentenverbindung Zofingia bei. Aufgrund von politischen Meinungsverschiedenheiten innerhalb der Studentenverbindung gründete er die Société des étudiants neuchâtelois, die 1839 in Société littéraire des étudiants neuchâtelois und am 5. September 1848 in Société académique de Belles-Lettres umbenannt wurde (siehe auch Société d’Étudiants de Belles-Lettres).
1835 studierte er Theologie an der Universität Berlin; 1838 erfolgte seine Ordination.
Während einer Reise nach Frankreich lernte er dort die Ideen der evangelischen Erweckungsbewegung Réveil kennen.
Von 1840 bis 1844 war er Diakon in Le Locle und darauf von 1845 bis 1865 Pfarrer in Valangin bei Neuenburg; in dieser Zeit weigerte er sich 1849 im Gottesdienst der neuen Republik die Treue zu schwören, nachdem im Revolutionsjahr 1848 die radikaldemokratischen Montagnards, die insbesondere im Schweizer Jura Unterstützung fanden, die konservative Regierung gestürzt und am 1. März 1848 die Republik ausgerufen hatten. Hierauf folgte zwar seine Entlassung, er wurde später jedoch rehabilitiert.
1865 gab er sein Amt aus gesundheitlichen Gründen auf und schrieb in der Folge zahlreiche Broschüren und Handbücher und betätigte sich in der Evangelisation. 1867 übernahm er Stellvertretungen in New York und Hamburg.

## Schriften (Auswahl)
- zusammen mit Abram-Louis Vust: Règlement concernant les fonctions des deux pasteurs du Locle: du 29 novembre 1843. Locle: Impr. de Philippe Courvoisier, 1844.
- L'Église réformée de Neuchâtel. Neuchâtel: J.P. Michaud, 1848.
- Qu'est-ce que le synode? Qu'est-ce qu'un député au synode? 1849.
- Appel à l'Eglise réformée neuchâteloise en faveur des protestants disséminés parmi les catholiques. 1852.
- Manuel d'histoire sainte. Neuenburg 1855.
- Et moi aussi je demande une église libre. 1858.
- A Messieurs les pasteurs et chantres: circulaire. Neuenburg 1864.
- Histoire de Jésus et des apôtres. Lausanne und Neuenburg. 1864.
- Les Eglises en Amérique. Neuenburg und Paris 1869.
- Force & faiblesse du catholicisme: conférence lue à Neuchâtel le 8 décembre 1869. Neuchâtel: S. Delachaux, 1870.
- Manuel d'histoire sainte. Neuenburg 1875.